# Edge (jeu vidéo)

Animation of an Edge game

Edge (également connu sous le nom de Edgy ou Edge by Mobigame) est un jeu vidéo de plates-formes et de réflexion développé par Mobigame pour périphériques iOS. Sorti à l’origine sur l’iTunes store en décembre 2008, il fut supprimé puis remis sur le store à de multiples reprises en raison d’un conflit avec Tim Langdell, créateur de Edge Games, à propos de l’utilisation du mot « Edge » dans le nom du jeu. Le jeu est sorti sur Playstation Minis en Europe et Australie le 2 décembre 2010 et le 20 septembre 2011 en Amérique du Nord. Le jeu est sorti sur Steam le 11 août 2011 et sur Android le 31 janvier 2012, dans le cadre du premier Humble Indie Bundle pour Android.

## Système de jeu
Le but du jeu est de guider un cube le long de 46 niveaux en collectant des cubes colorés. Sur les écrans tactiles, le déplacement s’effectue en glissant le doigt sur l’écran, en faisant attention à ne pas tomber hors du chemin. Sur PC, il peut être contrôlé par le clavier et sur l’iPhone grâce à l’accéléromètre.

## Conflit avec Edge Games
En mai 2009, le jeu fut retiré de l’App Store en raison d’un conflit commercial avec Tim Langdell, fondateur d’Edge Games. Plusieurs conflits ont opposé Langdell à d’autres sociétés en raison de sa propriété supposée de la marque « edge ».David Papazian, CEO de Mobigame, n’a pas réussi à trouver un accord avec Langdell qui souhaitait recevoir une commission sur les revenus du jeu.
Bien qu’aucun accord n’ai été trouvé entre Mobigame et Langdell, le jeu a été remis sur l’App store le 7 octobre 2009, sous le nom Edge by Mobigame, approuvé par Apple. Lors d’un échange avec Kotaku, Papazian a dit : « Sur le plan juridique, (Langdell) ne peut rien revendiquer sur « Edge by Mobigame », et Apple le sait, donc nous espérons que tout ira bien maintenant. » Cependant, le 26 novembre 2009, il fut retiré de nouveau. Un représentant anonyme de Edge Games a déclaré que l’ajout de « by Mobigame » ne changeait rien à la violation. Le 1er décembre 2009, le jeu est de retour sur l’App Store sous le nom Edgy, mais Mobigame l’a rapidement retiré. À partir du 8 janvier 2010, le jeu était disponible dans les pays autres que les États-Unis et le Royaume-Uni sous le nom « EDGE ». Le 9 mai 2010, le jeu est de retour sur l’iTunes store américain sous son nom original.

## Accueil
Le jeu a reçu des critiques positives avec un score moyen de 85 % sur les sites de critiques iPhone. Il a reçu le Milthon du meilleur jeu mobile au Festival du jeu vidéo, et a fini premier dans la catégorie « Excellence en Gameplay » lors des International Mobile Gaming Awards. Il a été triple finaliste de l’Independent Games Festival et a été classé par Apple parmi les 30 meilleurs jeux lors du premier anniversaire de l’App Store.